# Prunerstift

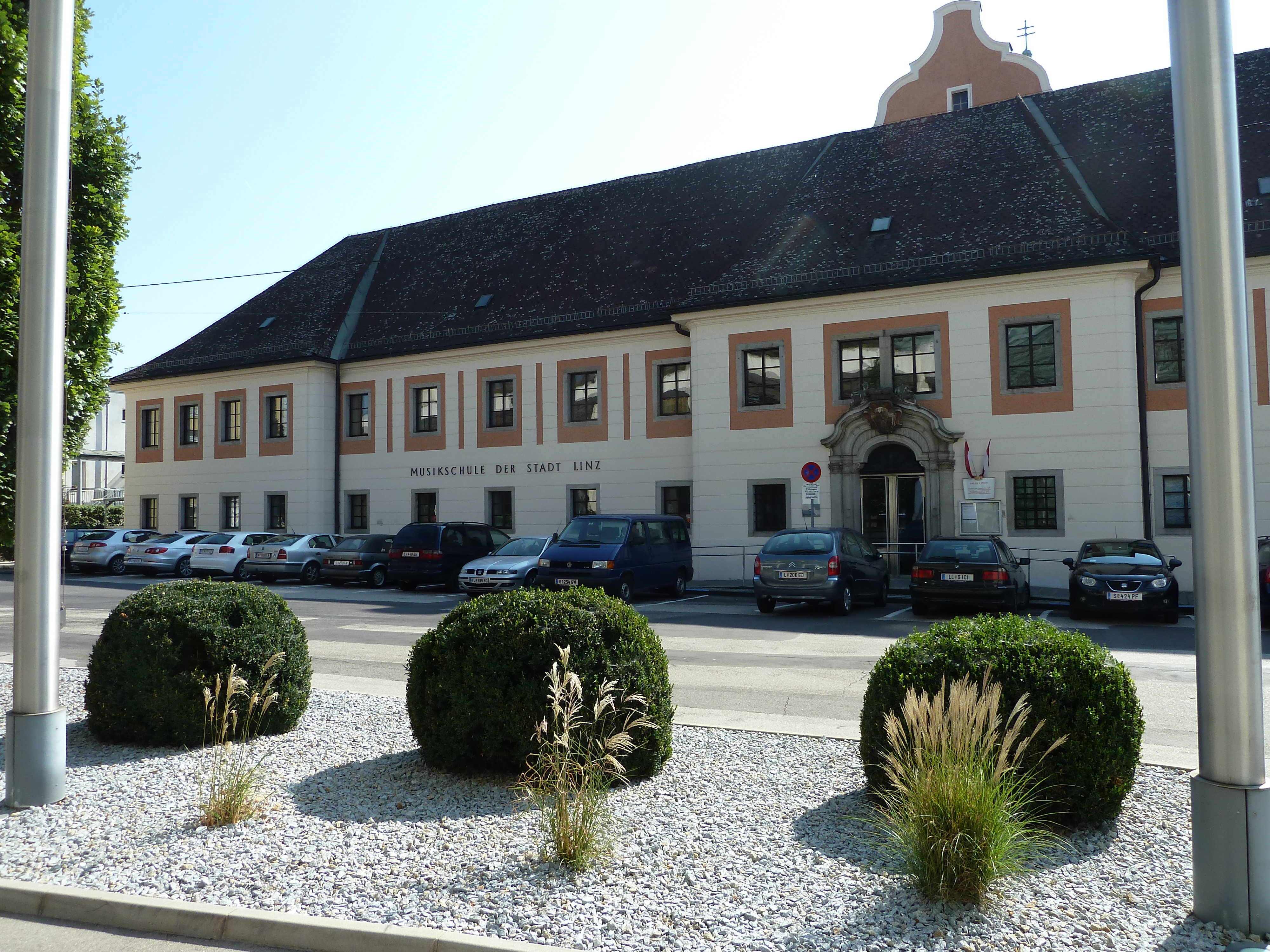
Prunerstift und heutige Musikschule der Stadt Linz

Das Prunerstift ist eine Stiftung des Linzer Bürgermeisters Johann Adam Pruner (1672–1734), aus deren Erträgen über 180 Jahre lang für bedürftige Erwachsene und Waisen gesorgt wurde. Das 1737 anstelle des Egererschlosses errichtete und 1975 vollständig renovierte Gebäude ist in Linz an der Ecke Fabrikstraße 10 / Prunerstraße 1 zu finden und beherbergt seit 1919 die Kirche der Altkatholiken und seit 1979 die Musikschule der Stadt Linz.

## Geschichte

### Die wohltätige Stiftung
Der kinderlos gebliebene Johann Adam Pruner hatte am Lichtmesstag des Jahres 1730 sein Testament errichtet. Acht Tage nach seinem Tode am 7. Februar 1734 wurde das Testament im Beisein seines Schwagers Mathäus Gross von Ehrenstein als Vertreter seiner zur Universalerbin eingesetzten Gattin Maria (geborene Pruner) geöffnet. Darin bestimmte er u. a., dass der Großteil seines beträchtlichen Vermögens neben weiteren wohltätigen Legaten für eine Stiftung zugunsten der Armen und Waisen von Linz verwendet werden sollte, darunter war die Erbauung einer Kirche mit drei Altären, einer davon zu Ehren der drei heiligen Könige sowie die Bezahlung eines Benefiziaten zur Abhaltung der Messen in der Kirche, den Unterhalt von 27 Pupillen (darunter sind hier Linzer Waisenknaben gemeint), den Unterhalt von „27 armen Mannspersonen“ (Pfründner) und „27 armen ledigen Weibspersonen“, der Bau eines entsprechenden Gebäudes sowie Geld für weiterer Aufgaben (z. B. Verwalter, Dotierung der Kirche). Das Vorschlagsrecht für die Aufnahme des Benefiziaten wie auch der Armen und Waisen (ius praesentandi) sollte alternierend dem Magistrat der Stadt Linz und seiner Schwester (nach deren Ableben durch deren Nachkommen) wahrgenommen werden.
Um die Zahl 27, die hier mehrmals auftaucht, ranken sich verschiedene Deutungsversuche (Rettung eines verloren geglaubten Schiffes, Traum des Stifters über seine Rettung aus Seenot).
Das Stiftungskapital wurde anfangs auf 13 Obligationen aufgeteilt, die zwischen vier und fünf Prozent verzinst waren. Während des Bestehens der Stiftung konnte der Kapitalstock durch eine verantwortungsvolle Verwaltung und sparsame Haushaltung über die Jahrhunderte bis etwa 1920 durch alle Fährnisse der Zeit aufrechterhalten werden. 1922 ging dann im Zuge der Nachkriegsinflation das Stiftungskapital vollständig verloren.
Für den Bau des Stiftsgebäudes und der Kirche wurde das Areal des Schlosses Egereck angekauft. Dieses war im Wesentlichen das Schlossgebäude sowie eine Wiese, die sich von der Lederergasse bis zur Fabrikstraße erstreckte. Das Material für den Bau des Prunerstifts an der Fabrikstraße wurde durch den Abriss des Schlosses Egereck, das im südlichen Teil des Grundstückes an der Lederergasse lag, gewonnen. Zwar wurde mit dem Abriss des Schlosses sofort begonnen, doch aufgrund eines kaiserlichen Dekrets vom 23. November 1735 musste dieser sofort eingestellt werden, da kein kaiserlicher Konsens (Bewilligung) eingeholt worden war. Vom Landeshauptmann von Oberösterreich, Graf Christoph Wilhelm I. von Thürheim, wurde daraufhin ein Gutachten erstellt, in welchem die Argumente der Bauherrn unterstützt wurden (das Schloss sei unbewohnt und in einem schlechten Zustand und an dem übelriechenden Gewässer der Ludl gelegen, ein günstigeres Grundstück habe für die Stiftung nicht gewonnen werden können), so dass am 4. Februar 1737 die kaiserliche Bewilligung für den Abriss erfolgte. Da die Ausgaben für den Bau des Stiftes in den Jahren 1734 bis 1739 aber durchaus vergleichbar waren, muss man davon ausgehen, dass die verfügte Baueinstellung nicht ernst genommen wurde.
1739 konnte das Gebäude seiner stiftungsgemäßen Bestimmung übergeben werden. Die ersten Pfründner und Waisenknaben konnten am 6. Jänner 1740 einziehen. Das Haus hatte den Namen „Prunersches Stiftsgebäude in der Unteren Vorstadt“. In den Innenhöfen waren heute nicht mehr vorhandene Brunnen aufgestellt. In den Seitentrakten befanden sich die Einzelzimmer für die Pfründner, daneben waren Wohnungen für den Benefiziaten sowie den Verwalter eingerichtet. Die Knaben waren in zwei Schlafsälen untergebracht, zudem waren für sie ein Krankenzimmer, ein Musikzimmer und ein Refektorium vorgesehen. Für einen Deutsch- und einen Latein-Präzeptor war jeweils eine Wohnung vorgesehen. Diese mussten die Knaben beaufsichtigen und unterweisen und den schulischen Lernstoff wiederholen. Der Lernerfolg der Prunerstiftknaben galt regelmäßig als hervorragend.

### Nutzung ab den 1780er Jahren
Einen großen Einschnitt in der Stiftungsgeschichte bildeten die von Kaiser Joseph II. vorgenommenen Reformen. Zu diesen gehörte die Aufhebung aller Klöster, in denen Missstände beklagt wurden. Der Erlös aus der Veräußerung des Klostervermögens wurde einem Religionsfond zugeschlagen, aus dem die Gemeindepfarrer ein angemessenes Gehalt beziehen sollten. Den Pfarrern wurde auch die Verantwortung für die Armenfürsorge zugeschrieben. Für die Erziehung von Waisen sollten (aus Kostengründen) christliche Familien gefunden werden. Beides hatte zur Folge, dass ab 1786 die Armen- und Waisenstifte aufgelöst werden sollten. Für das Prunerstift bedeutet dies, dass die Pfründner in ein allgemeines Versorgungshaus (aufgelassenes Dominikanerkloster Münzbach oder Abtei Baumgartenberg) umziehen sollten oder sich eine private Unterkunft besorgen mussten. Die Prunerstiftknaben mussten in Familien untergebracht werden. Die Schulbänke und der Katheder im Stift wurden der Schule in Weingarten übergeben. Ebenfalls aufgelassen wurde das Benefiziat, das Vermögen des Benefiziums musste dem Religionsfond übergeben werden und der Messdienst in der Kirche wurde eingestellt. 1830 wurde das Benefiziat wiederhergestellt und die Kirche aus dem Religionsfond herausgelöst.
Von den Stiftungserträgen wurden aber weiterhin die Pfründner und Waisen unterstützt. Für das Stiftsgebäude musste hingegen eine andere Verwendung gefunden werden, wobei unterschiedlichste Vorschläge gemacht wurden (Polizeiamt, Wache-, Arbeits-, Stock- oder Irrenhaus). Zunächst wurden das Krankenhaus und das Entbindungsheim im Prunerstift untergebracht. Im Jahr 1788 wurden die ersten acht Geisteskranken ins Prunerstift verlegt, was der Beginn der institutionalisierten Pflege Geisteskranker in Oberösterreich war. Die Zustände im Prunerstift waren allerdings keineswegs ideal. Nach etlichen Verbesserungsversuchen wurde erst 1867 die Landesirrenanstalt Niedernhart gegründet (die spätere Landes-Heil- und Pflegeanstalt Niedernhart, ab 1994 Landes-Nervenklinik Wagner-Jauregg, ab 2017 Neuromed Campus). Auch die heutige Oberösterreichische Landes-Frauenklinik wurde unter Kaiser Joseph II. 1788 als „Gebär- und Findelanstalt“ gegründet und war im Prunerstift untergebracht. 1833 wurde sie auf die heutigen Adresse Lederergasse 47, den ehemaligen Edelsitz Eckharthof, verlegt, der 1843 zunächst angemietet und 1852 gekauft worden war. Die Stiftsgärten wurden versteigert und die südlich gelegenen Gärten kamen 1795 an die Fürst Schwarzenbergsche Gutsverwaltung.
Der Sakralbau wurde 1789 geschlossen und dann als Lagerraum verwendet. Später wurde ein Metall verarbeitender Betrieb in der Kirche untergebracht.
Ab 1867 wurde das Stiftsgebäude als Miethaus verwendet.
Nach dem Ersten Weltkrieg waren in dem Gebäude 65 Mietparteien untergebracht, was eine deutliche Überbelegung des Gebäudes bedeutete und zu vielen Konflikten führte.
Nach der Beseitigung der Schäden durch den Zweiten Weltkrieg wurde im Stiftsgebäude eine Tagesheimstätte für alte Leute eingerichtet.

### Die Altkatholische Prunerstiftskirche

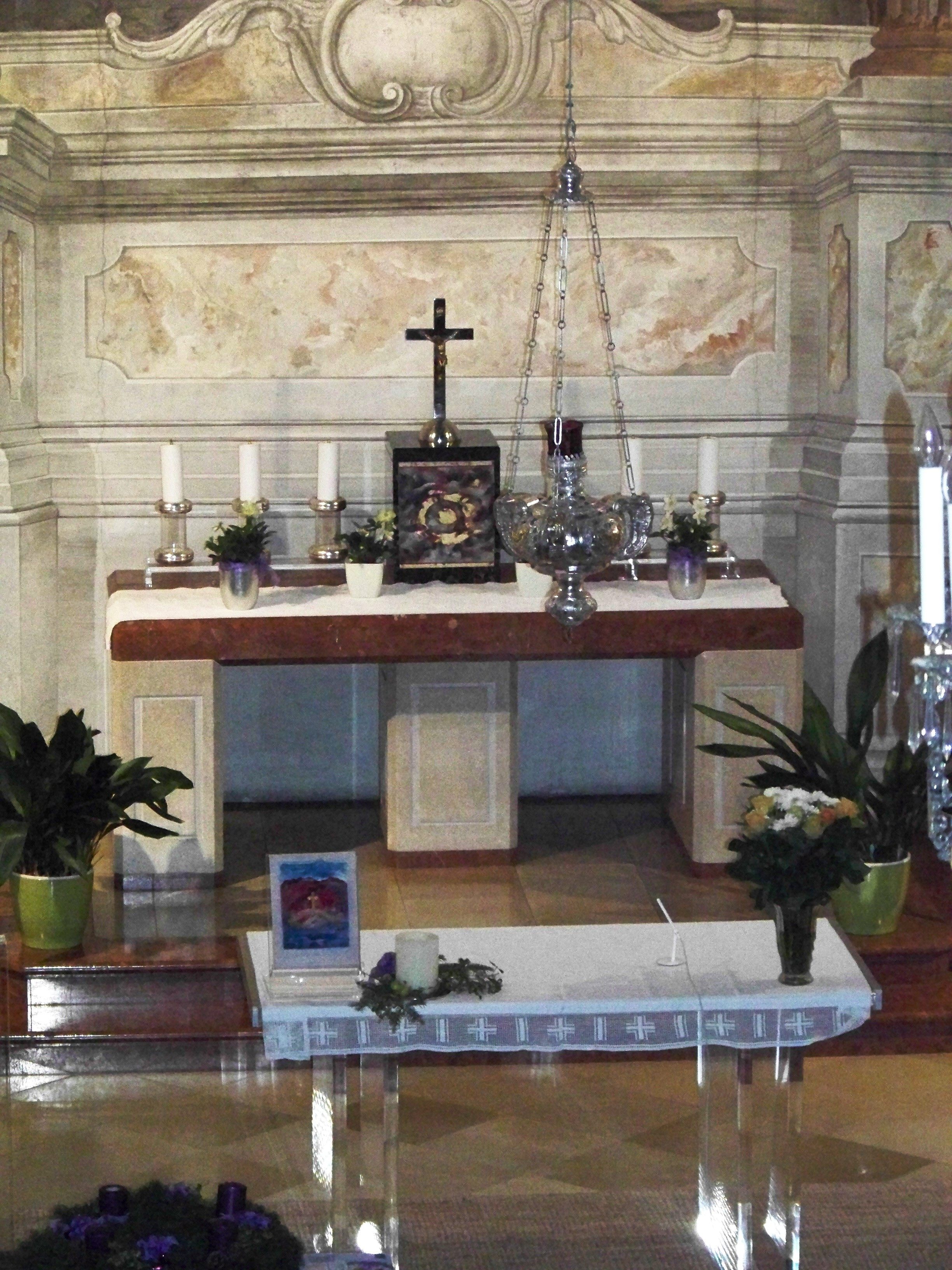
Volksaltar aus gläsernen Material

Die staatliche Anerkennung der altkatholischen Kirchengemeinde Linz sprach das k. k. Kultusministerium am 28. August 1909 aus. Vor Bestätigung der Rechtspersönlichkeit war Linz nur als (innerkirchliche) Filialgemeinde zur Christuskirche, dem Sitz der Kirchengemeinde Ried im Innkreis, organisiert. Nach rund 20 Jahren mit – vom Magistrat der Landeshauptstadt überlassenen – wechselnden Gottesdienststätten, ersuchten die Linzer Altkatholiken 1918 um Überlassung der Kirche im Prunerstift.
Bereits zur Zeit der Gemeindegründung hatten die österreichischen Altkatholiken die deutsche Sprache im Gottesdienst eingeführt (an Stelle von Latein) und verheiratete Priester zum Seelsorge- und Altardienst ausdrücklich zugelassen. Auch die Wahl des Pfarrers durch die Pfarrgemeinde (Kirchengemeinde) war damals schon kirchenrechtlich verankert.
Die Prunerstiftskirche war noch bis ins Jahr 1919 als Eisenmagazin in Verwendung, per 1. Mai 1919 fand die Übergabe an die altkatholische Kirchengemeinde statt. Nach rund einjährigen Adaptierungsarbeiten, auch unter Eigenleistung der Gemeindemitglieder, wurde der Kirchenraum im Juni 1920 im Rahmen eines Festgottesdienstes neu geweiht, gefolgt von der Errichtung und Segnung eines neuen Hochaltars 1927. Der Einbau einer Orgel sowie der dafür notwendige Durchbruch vom Kirchenraum zur Empore, diese war noch abgemauert und für Wohnzwecke entfremdet, fanden 1928 statt.

## Gebäude

### Prunerstift

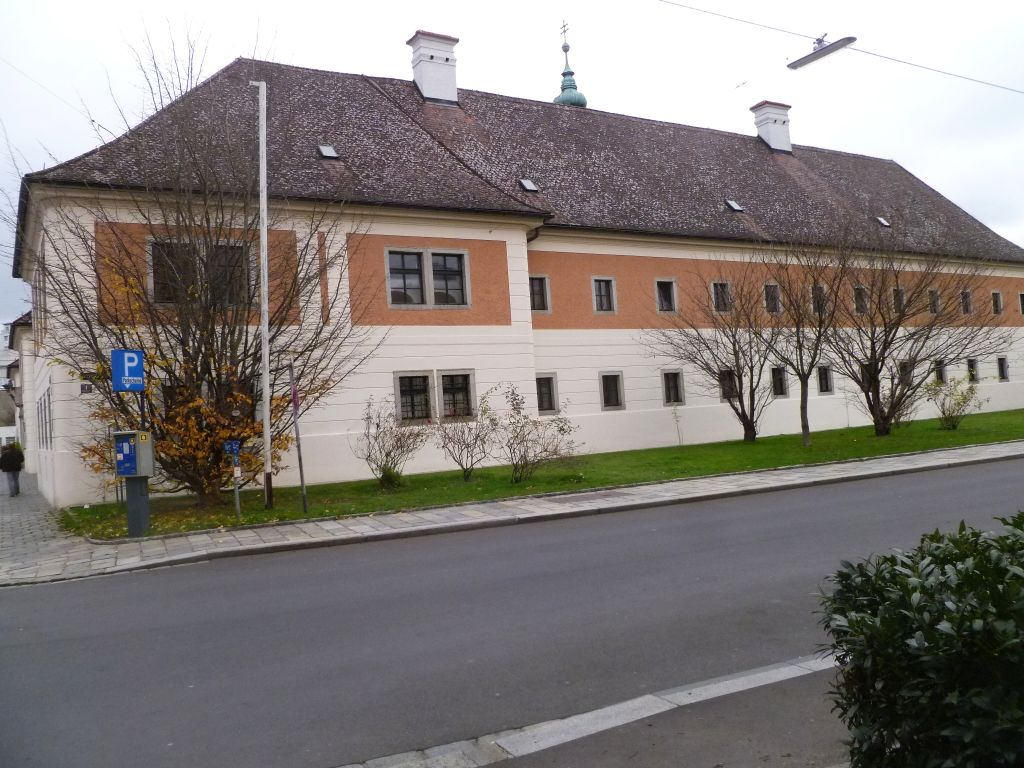
Seitenflügel der Prunerstifts

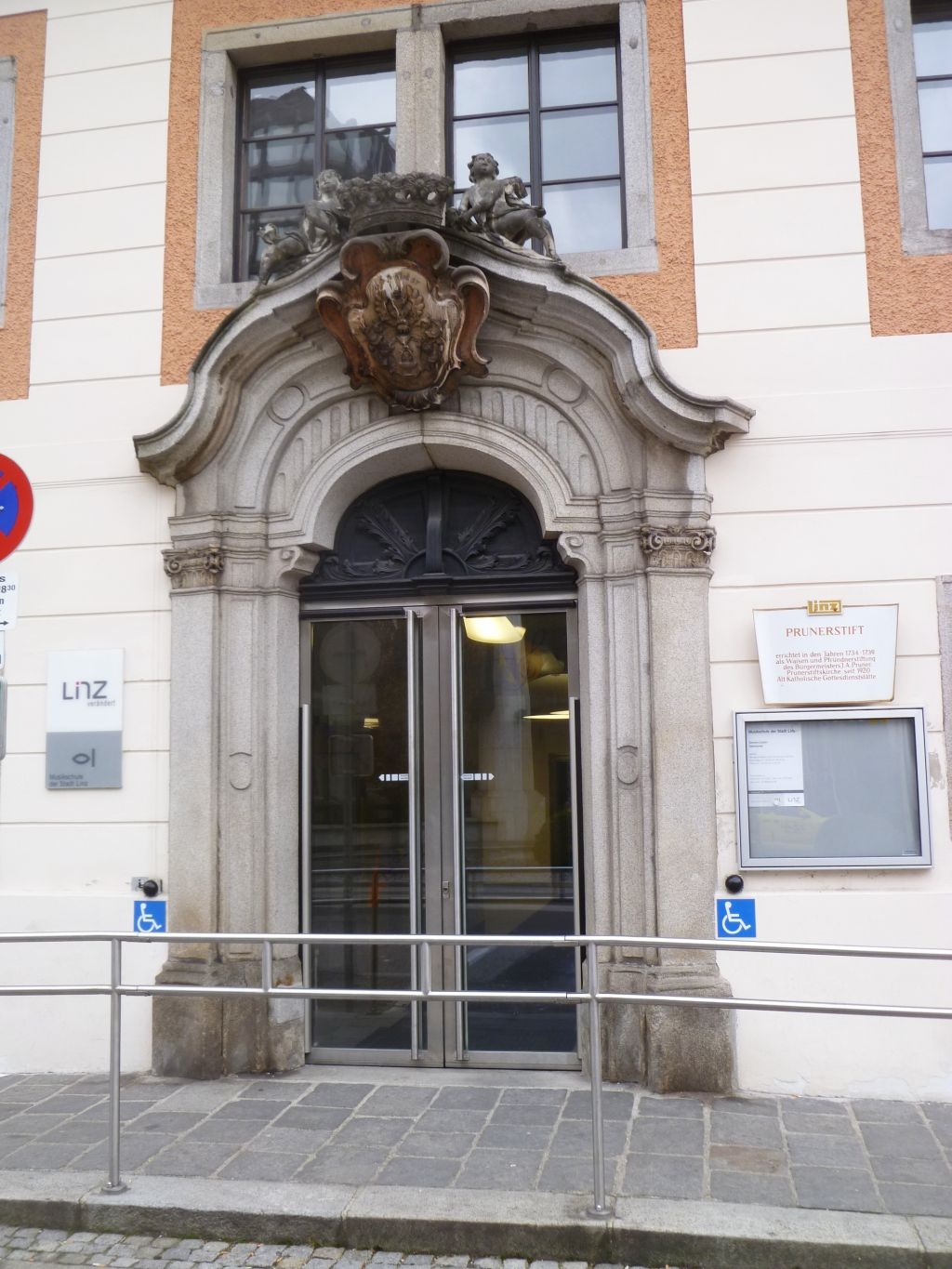
Eingangsportal des Prunerstifts

Das Stiftsgebäude ist ein zweigeschoßiger Bau, der trotz mehrmals beabsichtigter Umbauten noch in seiner ursprünglichen Form erhalten ist. Der Haupttrakt ist gegen die Fabrikstraße gerichtet. Von diesem zweigen drei Flügel ab, durch deren Quertrakte zwei Innenhöfe geschaffen wurden. Den mittleren Flügel bildet die Kirche zu den drei heiligen Königen. Die Hauptfront ist durch vor- und zurückspringende Risalite gegliedert. In der Mitte befindet sich auch heute wieder das mit einer barocken Graniteinfassung und einer Wappenkartusche versehene Hauptportal. Zwei Engel halten oberhalb des Wappens eine fünfzackige Freiherrnkrone (J. A. Pruner ist als Edler (praenobilis) von Pruner im Sterbebuch der Stadt Linz eingetragen).
Das Prunerstift ist das einzige von allen ehemaligen städtischen Versorgungshäusern in Linz, das noch in seinem ursprünglichen Zustand erhalten ist.

### Stiftskirche
Die Prunerstiftskirche wurde von 1737 bis 1740 erbaut. Sie ist über das Hauptportal (Haupteingang der heutigen Musikschule) erreichbar. Öffentlich zugänglich ist die Kirche im Prunerstift an Schultagen von 8 bis 18 Uhr, darüber hinaus auch zur jährlichen Langen Nacht der Kirchen. Des Weiteren ist die Kirche am Sonntagvormittag zu den Gottesdienstzeiten geöffnet.
Das Deckenfresko zeigt unter anderem eine Scheinarchitektur mit Armen und Kranken, die ihre Hände nach einem von einem Engel getragenen Füllhorn, aus dem sich ein Münzstrom ergießt, ausstrecken. Das Hauptmotiv des Deckenfreskos ist die himmlische Dreifaltigkeit mit dem Auferstandenen. Der linke Seitenaltar zeigt die Enthauptung des Jakobus des Älteren, der rechte die Verbrennung des Märtyrers Laurentius.
Das Fresko des Hauptaltars stellt die Anbetung des Jesukindes durch die drei heiligen Könige dar. Es ist mit M. A. 1738 monogrammiert. Dass es von Martino Altomonte stammt, wurde bereits in den 1970er Jahren vermutet, definitiv hat dies der Restaurator aber erst 2013 festgestellt. Das Altarfresko ist die größte gemalte Krippendarstellung von Linz.
Die acht Holzplastiken – vier stehende und vier schwebende Engel – sind vermutlich aus der Entstehungszeit der Kirche. Den Abschluss der Kirche bildet ein halbrunder Chor, der mit einem Dachreiter und einem großen Doppelkreuz (crux gemina) geschmückt ist. Im Dachreiter befinden sich zwei Glocken von 1737, die größere musste aufgrund eines Sprunges 1931 ausgewechselt werden und befindet sich heute im Oberösterreichischen Landesmuseum. Die Kirche wurde von Joseph Dominik, Kardinal der römischen Kirche und Fürst des Heiligen Römischen Reiches zu Passau, am 6. Oktober 1738 konsekriert. Der Bischof genehmigte auch das Benefizium (1739).
Der Denkmalschutz wurde zwar laut Text der Verordnung 2007 über Prunerstift und altkatholische Kirche Hl. Drei Könige ausgesprochen,
damit ist aber kein Patrozinium gemeint, sondern dies bezieht sich auf die Stiftungsurkunde von 1730, wo es heißt:
„Zur Erbauung eines Kirchl mit 3 Altären wovon der erste zu Ehren der hl. drei Könige wie sye dem Jesuskindlein sagen die Andacht, der andere dem hl. Apostel Jacobo majori und der dritte dem hl. Laurentio aufgerichtet werden sollen. 20.000 fl.“
Der offizielle Name ist daher Prunerstiftskirche, weil die Weihe einer Kirche an Heilige zur Erbauungszeit nur Pfarrkirchen vorbehalten war und die Stiftskirche damals diesen Status noch nicht hatte.
Hinter dem Kirchengebäude befindet sich der Kinder- und Jugendspielplatz Prunerstift.

## Nutzung

### Musikschule
Das Haupthaus der Musikschule der Stadt Linz befindet sich seit 1979 im Prunerstift in der Fabrikstraße 10, hier werden sämtliche Unterrichtsfächer angeboten. Das Nachbargebäude (Fabrikstraße 12) wird als Quartier für die Popularmusikabteilung genützt. Darüber hinaus werden über 30 Zweigstellen, vorwiegend in Linzer Volksschulen, unterhalten. Alle Standorte der Musikschule Linz zusammengefasst, sind mehr als 4.000 Schülerinnen und Schüler eingeschrieben, die von rund 120 Lehrkräften betreut werden. Das Ausbildungsangebot wird mit rund 50 Fächern angegeben.

### Altkatholische Pfarrkirche
Die Prunerstiftskirche (gelegentlich auch Pruner-Stiftskirche) ist eine Pfarrkirche der Altkatholischen Kirche Österreichs, die Kanzleiräume des Pfarramtes befinden sich seit 1927 oberhalb der Sakristei, das Gemeindeheim existiert seit 1958 in einem der Kirche angrenzenden Raum des Prunerstiftes. Nach einer Renovierung 1980 zeigt sich das Kirchengebäude, in Bezug auf die Mauern, wieder in seiner ursprünglichen Gestalt. Auf Grund einer Verordnung des Bundesdenkmalamtes stehen das Musikschulgebäude und die altkatholische Kirche seit 2007 unter Denkmalschutz.
Im Jahr 2012 wurde durch den altkatholischen Bischof John Okoro im Prunerstift erstmals in Oberösterreich die Weihe einer Frau zur Diakonin durchgeführt, 2013 segnete er den – statt des hölzernen Altares errichteten – neuen Volksaltar aus gläsernem Material.